# Crvena hudika
Crvena hudika (Šibikovina, žganci, snježne grude, kalina, bekovina, lat. Viburnum opulus) je biljna vrsta iz porodice Adoxaceae (moškovičevke). Listopadni je grm visine do 5 metara, koji cvate krajem proljeća bijelim grudastim cvatovima veličine do 10 cm. Plodovi su crvene boje, koji ako se u svježem stanju konzumiraju u većim količinama djeluju otrovno, no prokuhani plodovi nisu otrovni. Postaju jestivi tek nakon prvih mrazeva, a najbolje ih je konzumirati tek nakon što ih se prokuha par minuta.
Kod nas raste po rubovima šuma, uz obale rijeka i potoka, te uz nasipe, pruge i na livadama. Udomaćena je u Europi, te središnjoj Aziji. Postoji veliki broj kultiviranih odlika koje se koriste u hortikulturi, ali i nekoliko odlika koje se uzgajaju zbog plodova (sorte "Zernica", "Krasnji korall", "Krasnaja grozd", "Granatovi braslet", "Taežnij rubin", "Vigorovskaja sladkaja", "Gordovina", "Marija", "Wentworth", "Phillips", "Andrews", "Hahs"). Koristi se i kao ljekovita biljka u upotrebi su kora i korijen koji se skidaju, odnosno iskapaju u proljeće i jesen. Razmnožava se uz pomoć ptica koje privlače njezine bobice upadljive crvene boje.

## Ljekovito djelovanje
Kora djeluje antispazmodično (kod astme, grčeva, bolne menstruacije),stežuće i sedativno.

## Sadržaj
Viburnin, treslovina, šećer, smola, pektin, valerijanska i viburinska kiselina, mineralne tvari, vitamin C; Plodovi sadrže 11 – 49 mg/100g vitamina C, od 0,58 - 2,38 mg% provitamina A, te 1,11- 2,08 % organskih kiselina.
Kalina je biljka jedinstvenog vitaminskog sastava. Po drugim izvorima 100 g sadrži:
80–135 mg vitamina C (askorbinska kiselina - oko 2 puta više nego u limunu);
450–1350 mg vitamina B3 (nikotinska kiselina, koja je odgovorna za smanjenje kolesterola);
2,5 mg vitamina A (karoten - prirodni imunološki stimulans);
30 mg vitamina K (ima antihemoritsko djelovanje);
0,03 mg vitamina B9 (folna kiselina koja snižava razinu "lošeg" kolesterola);
2 mg / g vitamina E (tokoferol je prirodni antioksidans);
248 mg molibdena;
17 mg magnezija;
10 mg selena (ima sposobnost nakupljanja);
0,8 mg bakra;
6 mg mangana;
0.5 mg cinka;
0,3 mg željeza;
0,06 mg kroma.
Sastav također sadrži kalij, kobalt, kalcij.

## Sorte koje se koriste u hortikulturi
- 'Compactum', manje visine rasta,najviše 2 metra. Promjer krošnje najviše 1,6 metara. Cvate krajem proljeća, cvjetovi bijeli.
- 'Harvest Gold' (syn.: 'Park Harvest', 'Aureum'). Mladi listovi žute boje.
- 'Kristy D.' (syn.: 'Variegatum'). Šareni listovi.
- 'Nanum'. Patuljasta sorta, visina do 60 cm.
- 'Roseum' ('Sterile'). Najraširenija sorta. Visina do 4 metra. Cvate krajem lipnja, početkom srpnja.
- 'Xanthocarpum'. Sorta žutih plodova.

## Vanjske poveznice
- http://www.pfaf.org/user/Plant.aspx?LatinName=Viburnum+opulus